# Butylhydroxyanisol
Butylhydroxyanisol of BHA (Engels: butylated hydroxyanisole) is een organische verbinding met als brutoformule C11H16O2. In zuivere toestand komt het voor als een wasachtige witte tot gele vaste stof, die onoplosbaar is in water. Butylhydroxyanisol is een mengsel van twee isomeren, 2-tert-butyl-4-methoxyfenol (of 3-tert-butyl-4-hydroxyanisool) en 3-tert-butyl-4-methoxyfenol (of 2-tert-butyl-4-hydroxyanisool).
Een vergelijkbare, verwante stof is butylhydroxytolueen (BHT).

## Synthese
Butylhydroxyanisol kan bereid worden door de reactie van 4-methoxyfenol met isobuteen.

## Toepassingen
Butylhydroxyanisol is een synthetisch antioxidant dat wordt toegevoegd aan zeer veel producten, onder meer voedingsmiddelen, die voornamelijk vet en/of olie bevatten. Het E-nummer van BHA is E320. Antioxidanten verlengen de houdbaarheid van levensmiddelen door ze te beschermen tegen bederf door oxidatie, zoals het ranzig worden van vet en kleurveranderingen. De aanvaardbare dagelijkse inname (ADI) is maximaal 0,5 milligram per kilo lichaamsgewicht. De stof wordt verder ook gebruikt als antioxidant in onder meer diervoeding, verpakkingen van voedingsmiddelen, rubber- en petroleumproducten, en cosmetische producten. Het is wereldwijd wellicht het meest gebruikte antioxidant.

## Toxicologie en veiligheid
Butylhydroxyanisol kan (pseudo)-allergische reacties veroorzaken. Er zijn voldoende aanwijzingen dat de stof carcinogeen is voor proefdieren, maar er zijn geen gegevens over de carcinogeniciteit van BHA bij mensen.